# Ogólnopolskie Dyktando
Ogólnopolskie Dyktando (Ogólnopolski Konkurs Ortograficzny „Dyktando”) –  masowy konkurs polegający na pisaniu dyktanda w języku polskim, organizowany w Katowicach od 1987 roku, początkowo corocznie, następnie nieregularnie, a od 2012 co dwa lata. Osoba, która napisze tekst dyktanda bezbłędnie lub popełni najmniejszą liczbę błędów ortograficznych, a także interpunkcyjnych, otrzymuje tytuł Mistrza Polskiej Ortografii. Tytuł mistrzowski można zdobyć tylko raz, w przeciwieństwie do tytułów wicemistrzowskich – zgodnie z regulaminem zwycięzcy Dyktanda nie mogą startować w kolejnych jego edycjach. Od 1993 roku w Dyktandzie nie mogą także uczestniczyć osoby z tytułem magistra filologii polskiej.
Ogólnopolskie Dyktando to najstarszy i największy tego typu konkurs językowy w Polsce. Jego twórczynią była wieloletnia dziennikarka radiowa, następnie senator i wicemarszałek Senatu Krystyna Bochenek, zmarła tragicznie w katastrofie lotniczej w Smoleńsku 10 kwietnia 2010 roku. Autorami tekstów dyktand i jurorami są wybitni polscy językoznawcy, między innymi prof. Irena Klemensiewicz-Bajerowa, prof. Danuta Jodłowska-Wesołowska, prof. Jerzy Bralczyk, prof. Bogusław Dunaj, prof. Andrzej Markowski (autor największej liczby tekstów dyktand), prof. Jerzy Podracki, prof. Edward Polański, ks. prof. Wiesław Przyczyna. Jury Dyktanda od pierwszej edycji przewodniczył prof. Walery Pisarek, honorowy przewodniczący Rady Języka Polskiego. Teksty dyktand opracowywane są na podstawie zasad i rozstrzygnięć zawartych w najnowszym wydaniu normatywnego słownika ortograficznego PWN, mającego rekomendację Rady Języka Polskiego.

## Historia
Pierwsze dyktanda odbywały się w studiu koncertowym Radia Katowice. W 2003 i 2006 roku miejscem rywalizacji był katowicki Spodek, a następnie Estrada Śląska. Od 2012 roku Ogólnopolskie Dyktando organizowane jest przez Centrum Kultury Katowice im. Krystyny Bochenek, pod patronatem Rady Języka Polskiego, Narodowego Centrum Kultury i Ministra Edukacji Narodowej.
W dotychczasowych 18 edycjach rywalizowało łącznie ok. 52 tysięcy uczestników. W 2007 roku w jubileuszowym dyktandzie z okazji 20-lecia imprezy mogli wziąć udział jedynie dwudziestolatkowie, czyli (w myśl regulaminu) osoby między 20. a 29. rokiem życia. W roku 2006 obchody Roku Języka Polskiego zainaugurowało w Senacie RP dyktando dla parlamentarzystów. W latach 2009 i 2012 w ramach Ogólnopolskiego Dyktanda przeprowadzono także Gadu-Dyktando – jego uczestnicy pisali dyktowany tekst za pośrednictwem komunikatora Gadu-Gadu, a zwycięzcami zostali Patrycjusz Pilawski (2009 r., mistrz ortografii z 2007 r.) i Marek Szopa (2012 r., mistrz ortografii z 2001 r.). W 2014 roku uczestnicy konkursu w wieku 12–16 lat, pisząc inny, łatwiejszy tekst dyktanda, rywalizowali o tytuł Młodzieżowego Mistrza Ortografii – zwyciężczynią w tej kategorii została Kornelia Szczygieł z Chrzanowa.
Zagraniczne wersje Ogólnopolskiego Dyktanda odbywały się ponadto we Francji, Austrii, Szwecji, na Białorusi, Litwie i Łotwie, głównie w latach 90. Na wzór konkursu w Katowicach podobne imprezy, na mniejszą skalę, zaczęto przeprowadzać corocznie także w innych polskich miastach, np. w Jastrzębiu-Zdroju (Jastrzębskie Dyktando), Warszawie (Ursynowskie Dyktando), Inowrocławiu (Sportowe Dyktando), Radomiu (Dyktando Radomskie), Głogowie (Wielkie Głogowskie Dyktando), Świnoujściu (Ogólnopolskie Dyktando o Tytuł Mistrza Ortografii), Piotrkowie Trybunalskim (Dyktando Trybunalskie), Białobrzegach (Białobrzeski Konkurs Ortograficzny), Rumi (Dyktando Wybrzeża) – których organizatorami były tamtejsze urzędy miejskie lub ośrodki kultury.

## Nagrody
Obok tytułów Mistrza i Wicemistrza Polskiej Ortografii oraz honorowych dyplomów laureaci Ogólnopolskiego Dyktanda otrzymują także nagrody. Początkowo były nimi zestawy książek, a w kolejnych edycjach wartość nagród stopniowo rosła. W latach 90. zwycięzca odbierał samochód lub jego równowartość. Obecnie laureaci Dyktanda otrzymują nagrody pieniężne w wysokości 30 tys. zł (I miejsce), 15 tys. zł (II miejsce) i 5 tys. zł (III miejsce), a także drobne nagrody rzeczowe od sponsorów konkursu.

## Laureaci
Zdobywcy tytułów Mistrza Polskiej Ortografii (I miejsce), Pierwszego Wicemistrza Polskiej Ortografii (II miejsce) i Drugiego Wicemistrza Polskiej Ortografii (III miejsce):
Dyktando 1987 – I: Tomasz Burzykowski z Warszawy, II: Dorota Cygan z Wrocławia, III: Edyta Tomowiak
Dyktando 1988 – I: Agnieszka Karolczuk z Rzeszowa, II: Ewa Wodniak z Żor, III: Iwona Wyrwisz
Dyktando 1989 – I: Barbara Zagończyk z Warszawy, II: Krzysztof Szymczyk z Opola, III: Janusz Mrzigod z Bytomia
Dyktando 1990 – I: Maciej Malinowski z Krakowa, II: Barbara Momot z Piotrowic, III: Krzysztof Szymczyk z Opola
Dyktando 1991 – I: Ewa Wodniak z Żor, II: Krzysztof Szymczyk z Opola, III: Stanisław Podobiński z Częstochowy
Dyktando 1993 – I: Agnieszka Andrzejewska z Przemyśla, II: Dariusz Godoś z Krakowa, III: Barbara Momot z Piotrowic
Dyktando 1994 – I: Dariusz Godoś z Krakowa, II: Tomasz Micorek z Kęt, III: Małgorzata Denys z Częstochowy
Dyktando 1996 – I: Krzysztof Szymczyk z Opola, II: Robert Bil z Poznania, III: Tomasz Micorek z Kęt
Dyktando 1999 – I: Tomasz Micorek z Kęt, II: Marek Szopa z Gorzowa Wielkopolskiego, III: Robert Bil z Poznania
Dyktando 2001 – I: Marek Szopa z Gorzowa Wielkopolskiego, II: Piotr Gąsiorowski z Poznania, III: Małgorzata Denys z Częstochowy
Dyktando 2003 – I: Piotr Cyrklaff z Bydgoszczy, II: Aleksander Meresiński z Kielc, III: Patrycjusz Pilawski z Wodzisławia
Dyktando 2006 – I: Małgorzata Denys z Częstochowy, II: Aleksander Meresiński z Kielc, III: Alicja Howaniec z Doboszowic
Dyktando 2007 – ex aequo I: Katarzyna Szkaradnik z Ustronia i Patrycjusz Pilawski z Wodzisławia (tytułów wicemistrzowskich nie przyznano)
Dyktando 2009 – I: Jan Chwalewski z Pabianic, II: Aleksander Meresiński z Kielc, III: Michał Gniazdowski z Warszawy
Dyktando 2012 – I: Aleksander Meresiński z Kielc, II: Michał Gniazdowski z Warszawy, III: Maciej Kajzer z Bystrej Śląskiej
Dyktando 2014 – I: Maciej Kajzer z Bystrej Śląskiej, II: Łukasz Szempliński z Ostromecka, III: Michał Gniazdowski z Warszawy
Dyktando 2016 – I: Michał Gniazdowski z Warszawy, II: Arkadiusz Kleniewski z Dzierzążni, III: Katarzyna Skałecka z Bierkowa
Dyktando 2018 – I: Krzysztof Zubrzycki z Kalwarii Zebrzydowskiej, II: Maciej Biniszewski z Grodziska Mazowieckiego, III: Joanna Krynicka z Trzebiszewa
Dyktando 2020 – I: Agnieszka Buczkowska z Warszawy, II: Tomasz Kulicki z Ząbek, III: Jakub Wasilewski z Koła
Dyktando 2022 – I: Tomasz Malarz z Krakowa, II: Arkadiusz Kleniewski z Dzierzążni, III: Zdzisława Gruźla z Korwinowa
Dyktando 2024 -- l: Maciej Biniszewski z Grodziska Mazowieckiego, ll: Katarzyna Skałecka z Bierkowa, lll: Tomasz Kulicki z Ząbek

## Goście specjalni
W latach 1993–2009 do udziału w poszczególnych edycjach Dyktanda zapraszani byli goście specjalni: redaktorzy naczelni gazet i czasopism, prezenterzy radiowi i telewizyjni, politycy, artyści. Zwycięzcami w poszczególnych kategoriach zostali:
Dyktando 1993 – Andrzej Bułat, zdobywca tytułu Bezbłędny Redaktor Naczelny
Dyktando 1994 – Marek Borowski, zdobywca tytułu Bezbłędny Polityk
Dyktando 1996 – Katarzyna Baniewicz-Kowalczyk, zdobywczyni tytułu Bezbłędny Prezenter
Dyktando 1999 – rodzina Ireny Eris, zdobywca tytułu Bezbłędna Rodzina
Dyktando 2001 – Piotr Sobczyński i Jacek Piekoszewski, zdobywcy tytułu Bezbłędny Komentator Sportowy
Dyktando 2003 – Grzegorz Turnau, zdobywca tytułu Bezbłędny Muzyk
Dyktando 2006 – Renata Dancewicz, zdobywczyni tytułu Bezbłędny Aktor
Dyktando 2007 – Szczepan Kończal, zdobywca tytułu Gwiazda Ortografii
Dyktando 2009 – Paweł Silbert, zdobywca tytułu Bezbłędny Prezydent

## Arcymistrz Polskiej Ortografii
21 lutego 2010 roku z okazji Międzynarodowego Dnia Języka Ojczystego odbył się w Katowicach konkurs pod nazwą Dyktando Mistrzów. Mogli w nim uczestniczyć wyłącznie mistrzowie i wicemistrzowie Ogólnopolskiego Dyktanda. Autorem tekstu dyktanda, w którym dodatkowo należało podać jak najwięcej dopuszczalnych wariantów pisowni poszczególnych słów, był prof. Andrzej Markowski. Tytuł Arcymistrza Polskiej Ortografii zdobył mgr Robert Bil, polonista i redaktor z Poznania, dwukrotny wicemistrz Ogólnopolskiego Dyktanda z 1996 i 1999 roku.